# Santino Cirandeiro

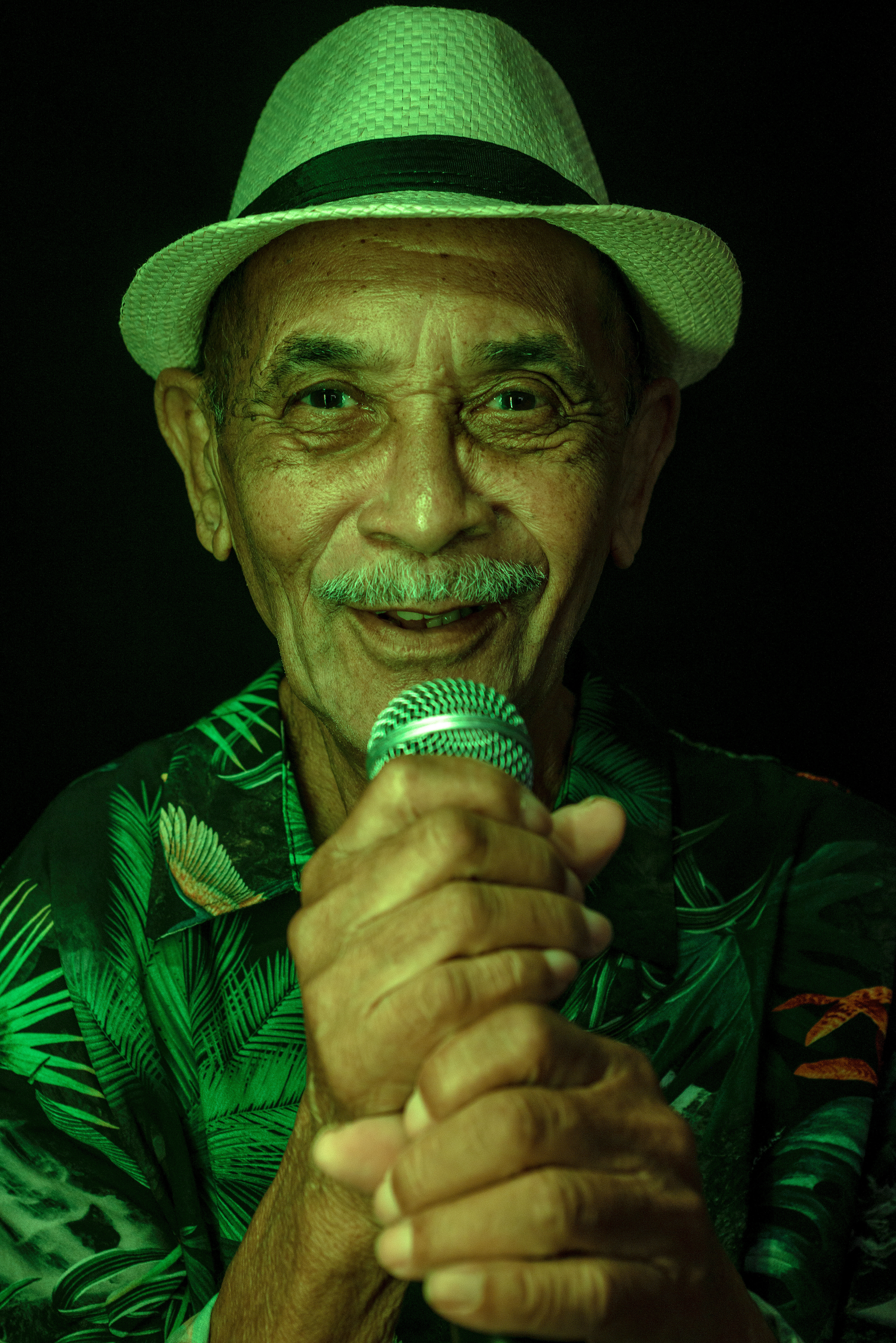
Mestre Santino Cirandeiro de Nazaré da Mata, Pernambuco - Brasil

Mestre Santino Justino de Souza, conhecido como Santino Cirandeiro . nasceu em Macaparana, em 1940. Desde sua infância mudou-se para os engenhos de Nazaré da Mata,  trabalhou com seus pais nos Engenhos de açúcar no cultivo, colheita e como tratorista. Aos 15 anos se descobriu artista da cultura popular. Fez sua fama de mestre da ciranda cantando pelos engenhos e festas da padroeira por toda zona da mata de Pernambuco. 
Em 2011, Mestre Santino  gravou seu álbum musical, incentivado pelo Fundo Pernambucano de Incentivo à Cultura FUNCULTURA, intitulado “Flor de Laranjeira”  com lançamento realizado na Torre Malakoff no Recife . Nessas  gravações contou com a participação de Siba Veloso na faixa Na sombra do Juazeiro, com a participação de Isaar França na faixa  Passarinho Cantador e prestou homenagem a Lia de Itamaracá na faixa Bonito é Ver os Turistas com a participação especial de Dona Dulce Baracho e Dona Severina Baracho, as filhas de Baracho, o saudoso e maior difusor da ciranda, o Mestre Antônio Baracho. 
Em 2012, Santino Cirandeiro participou do projeto Caravana do Coco e da Ciranda na Europa, incentivado pelo FUNCULTURA, na companhia de mestres de Coco (dança) roda de Olinda como Arnaldo do Coco e Pacheco Cantador, ambos aproveitaram a turnê para lançar internacionalmente seus álbuns Flor de Laranjeira e Mestres das Artimanhas do Mar no Reino Unido, na França e na Itália. Nesta Ocasião, Mestre Santino Cirandeiro se apresentou em Londres no “‘Floripa London”’ e no Carnaval de Notting Hill em parceria com a Gandaia Art . Na França o cirandeiro apresentou-se no Studio Des Rigoles e no Le Barricade ambos em Belleville, Paris. Na itália, Santino Cirandeiro apresentou-se na “‘Torre Regina Giovanna”’ localizada na província de Brindisi na região da Puglia . 
Em 2014, Mestre Santino participou foi citado, pela sua contribuição para a ciranda, forneceu partituras e letras de suas canções ao Inventário Nacional de Referências Culturais INRC incentivado pelo Instituto de Patrimônio Histórico e Artístico Nacional IPHAN em parceria com o Governo de Pernambuco .
Reconhecido pelo Governo do Estado de Pernambuco  , Santino  fundou o  “‘Coletivo de Cirandas de Pernambuco” em 2019, em parceria com cirandeiros de todo estado. Nesse contexto, a Câmara de Deputados  Estaduais  decretou  o dia 10 de maio como dia Estadual da Ciranda, data em homenagem ao ilustre Cirandeiro Antônio Baracho (in memoriam) .

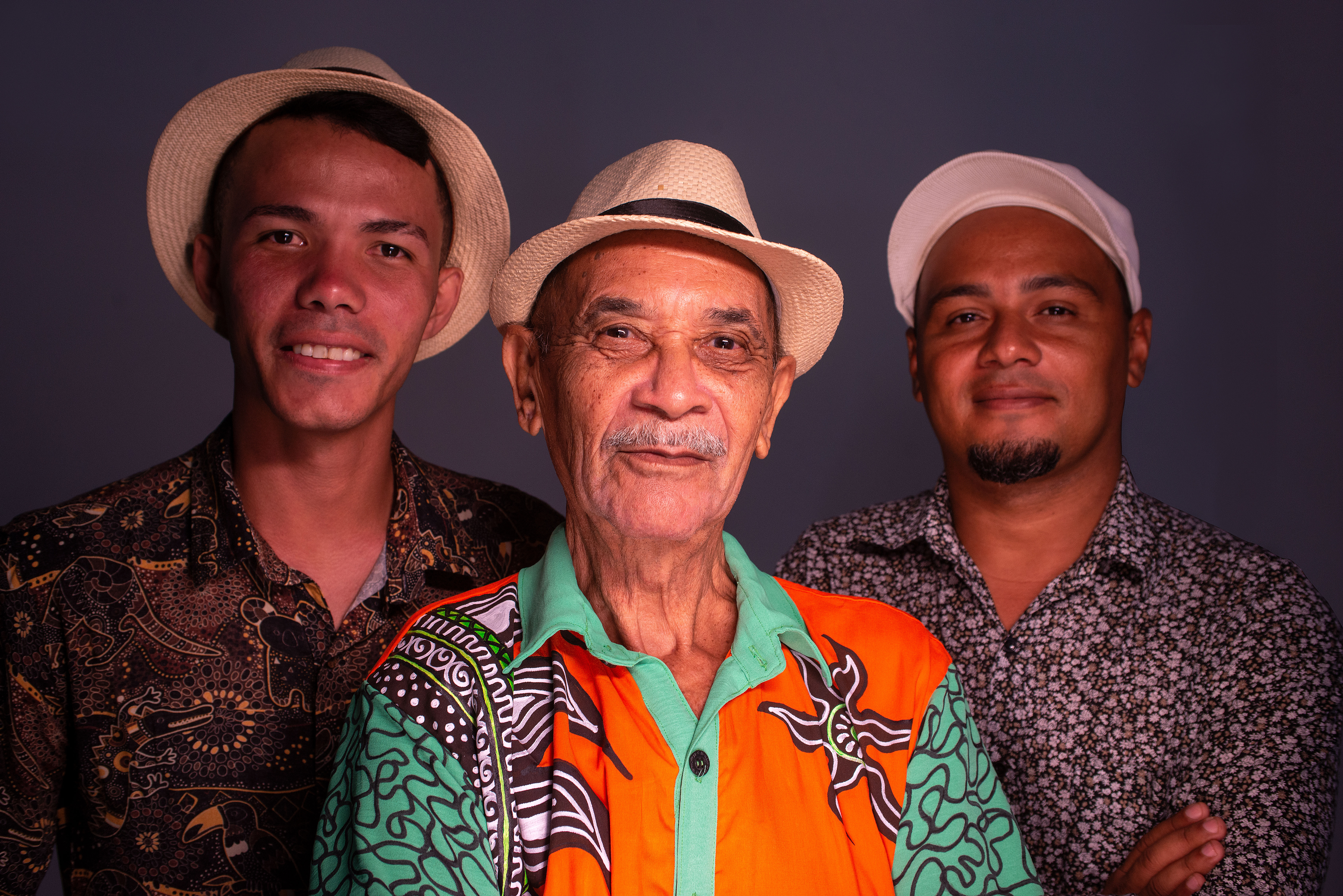
Santino Cirandeiro e Encontro de Gerações

Em 2020 gravou o seu segundo  álbum  intitulado  Santino Cirandeiro e Encontro de Gerações  , onde o mestre convida a nova geração de cirandeiros, Mestre Bi  e Mestre Anderson Miguel 

Em 2022, O projeto Circulação Estadual Santino Cirandeiro e Encontro de Gerações  realizou apresentações em Caruaru, Nazaré da Mata e no Pátio de São Pedro no Recife. Este projeto de circulação estadual foi proposto para divulgar o álbum Santino Cirandeiro e Encontro de Gerações em três regiões do estado. 
Em 2023 Mestre Santino produziu em parceria com o Coletivo de Cirandas de Pernambuco o projeto  Papo de Ciranda ,  uma proposta de podcast e videocast para conhecer e registrar a biografia de 10 cirandeiros entrevistados por Roger de Renor e Nilton Pereira. Nesse projeto participaram [Lia de Itamaracá], Dona Dulce Baracho,  Mestre Zeca Cirandeiro de Paudalho,  a Ciranda Imperial do Mestre Sérgio Almeida,  o Mestre Valter da  Ciranda Cobiçada,  Dona Del, Mestre Anderson Miguel, Mestra Cristina Andrade da Ciranda Dengosa, intitulada patrimônio vivo em 2018 , entre outros. 
Em 2023 Santino Justino de Souza  foi reconhecido pelo Prêmio Ariano Suassuna  como mestre da cultura popular pernambucana .  Em 2024 Santino Cirandeiro foi reconhecido  nacionalmente pelo Edital de Seleção Nº 08/2023 Premiação Cultura Viva Sérgio Mamberti do Ministério da Cultura, Prêmio Culturas Populares e Tradicionais – Mestre Lucindo, na Região Nordeste 
1. Quem não Conhece Santino [16]
2. Documentário da circulação estadual do CD Santino Cirandeiro e encontro de gerações[17]

A produção musical de Santino Cirandeiro, registrados na União Brasileira de Compositores UBC estão disponibilizadas nas principais plataformas de streaming.
Álbum Flor de Laranjeira (2011) 
1. Ô cirandeira
2. Boa noite cirandeira
3. Na Sombra do Juazeiro
4. Rosa Amarela
5. A Flor de Laranjeira
6. Passarinho Cantador
7. Jangadeiro
8. Quando eu canto ciranda
9. Menina pra onde é que vai
10. Amor de cirandeira
11. Eu quero ver
12. Bonito é ver os turistas
13. Mulher esquece teu marido
14. Luiz Gonzaga
15. Garota Não me Abandone
16. Madrugada Serena

Álbum Santino Cirandeiro e Encontro de Gerações (2021)
1. Mestre fraco sem rima
2. No dia que eu nasci
3. Uma Cirandeira
4. Amor de Cirandeira
5. Passarinho ( Julinho mais Terezinha)
6. Santino Cirandeiro encontro de gerações
7. Embalo da festa da padroeira
8. Bacurau
9. Rio Cheio
10. Há muito tempo/ Quem foi que fez
11. O Continente europeu
12. Morena quando se for
13. É Hora